# Edvard Bekenderen
Edvard Bekenderen (1004 – 4/5. januar 1066) var den næstsidste angelsaksiske konge af England. Han regerede fra 1042 til sin død. Hans regeringstid påvirkedes af rigets kommende forening med Normandiet, hvis hertug Vilhelm Erobreren erstattede Edvards tronfølger Harold Godwinson som Englands regent.

## Liv
Edvard var søn af kong Ethelred 2. den Rådvilde, som var kommet til magten, da hans halvbror Edvard 2. Martyr blev myrdet i 978. Hans mor Emma var datter af hertug Richard I af Normandiet og søster til Richard II af Normandiet. Edvard tilbragte sin ungdom i Normandiet, da hans familie gik i eksil efter den danske invasion i 1013 og blev der til 1036, hvor de vendte tilbage for at afsætte Harald Harefod. I eksilet udviklede Edvard en fortrolighed med Normandiet og dets ledere, som skulle komme til at påvirke hans styre. Denne beundring af normannerne fik konsekvenser.
Da han og broderen Alfred vendte tilbage til England i 1036 for at kæmpe mod Harald Harefod, blev Alfred dræbt, mens Edvard undslap.
Edvard blev i 1041 halvbroderen (søn af Emma og Knud den Store) Hardeknuds medregent, og ved Hardeknuds død 8. juni 1042 valgtes han til engelsk konge og kronedes i Winchester Cathedral 3. april 1043.
Det angelsaksiske England var et stort kludetæppe af småstater, som i større eller mindre grad var underlagt kongen, der nedstammede fra kongeslægten i Wessex. Men landet var imidlertid godt organiseret: Det var delt i shires, der blev behersket eorlas – jarler. Den stadigt svagere kongemagt medførte, at flere af jarlerne kunne måle sig med kongen. Blandt dem var de mest fremtrædende jarlen af Wessex – Godwin – og hans sønner. Godwin kom fra en lavadelig angelsaksisk slægt, men havde med tiden fået stor prestige og magt. Han havde været en af Knud den Stores bedste og mest trofaste mænd og havde efter dennes død støttet enkedronning Emma i hendes bestræbelser på at få Hardeknud kronet til konge i England.
Edvards samhørighed med normannerne frustrerede både den saksiske og den danske adel. Det styrkede den voksende antinormanniske bevægelse ledet af Godwin, som blev kongens svigerfar i 1045, da Edvard giftede sig med Edith af Wessex 23. januar 1045. Godwin blev udvist i september 1051 grundet uenighed mellem ham og kongen – ligesom han var i opposition til kongens pro-normanniske linje. Kongen mente, at Godwin havde været indblandet i mordet på hans broder Alfred. Godwin vendte året efter tilbage fra landflygtigheden i Flandern med en hær for at tvinge kongen til at give ham hans titel tilbage. Det skete. Godwin døde i 1053 og fulgtes som jarl af sin søn Harold.
Harold Godwinson og hans brødre blev tidens største jordejere. Som overhoved for Godwinfamilien var Harold rigets mægtigste mand, og i Edwards sidste regeringsår var han den faktiske regent. Elsket og afholdt af (stort set) alle blev han det naturlige valg til konge efter Edward.
England var et valgkongedømme, hvor kongen valgtes af witan – kongens råd, der bestod af landets verdslige og gejstlige magthavere. Som oftest blev en af kongens sønner udpeget, men da kong Edward døde i 1066, efterlod han sig ingen søn.
Harold Godwinson blev udpeget som konge. Muligvis havde Edvard på sit dødsleje ønsket Harold som efterfølger . I flere år havde Harold været den egentlige regent, og han var tillige Edvards svoger. Det kan undre, at Edgar Atheling – der var sønnesøn af Edmund Jernside – ikke skulle arve tronen, da han var den afdøde konges egentlige arvtager, men han var endnu for ung. Der var imidlertid et problem ved valget af Harold til tronfølger – kongen havde tidligere lovet kronen til en fjern slægtning i Normandiet.
Den slægtning Vilhelm Erobreren havde besøgt England under Godwins eksil. Han hævdede, at den barnløse Edvard havde lovet ham tronen. Så da Harold besteg tronen, trak Vilhelm i rustning. Det førte til slaget ved Hastings.
Edvard blev kendt som den sidste engelske konge. "Engelsk" betød "ætling af angelsakserne", men ikke "født i England".
Dyrkelse af Edvard, der voksede under de senere Plantagenetkonger, er en del af engelsk historie. Edvard grundlagde Westminster Abbey mellem 1045 og 1050, og i århundrederne derefter havde Westminster en stor symbolværdi, som gjorde det til hovedkirke for det engelske kongedømme.
Historisk set udgør Edvards regeringstid en overgang mellem 900-tallets saksiske kongemagt i England og det normandiske monarki, som fulgte ved Haralds død. Edvards loyalitet var delt mellem England og moderens Normandiet. De store grevskaber, som etableredes i Knud den Stores tid, øgede deres magtposition, mens normannisk indflydelse blev en betydelig maktfaktor i landets styre og i den romersk-katolske kirkes lederskab.
Efter Edvards død blev han ophøjet til helgen; på den tid fandtes to typer af helgener: martyrer og bekendere. Eftersom Edvard døde af naturlige årsager, fik han navnet Edvard Bekenderen.